# 学級会 (サブカルチャー)
学級会（がっきゅうかい）はインターネットスラングの一種で、サブカルチャーコンテンツにて問題が発生した際に、おたく同士の大規模な議論が発生してそれぞれの意見が多数の人間を巻き込み、議論の終結が見えない様子を示す。

## 解説
推し活メディアnumanによると、ファンのマナーの論評や行動への注意喚起で論議が炎上する現象が「学級会」と揶揄される。見えない同調圧力が背景に存在している。中条亮の漫画『ドージン活動、はじめました!?』によると、pixivやTwitter上で発生しやすいと言われている。
『ねとらぼ』によると、漫画『Axis powers ヘタリア』の人気が出た2008年頃からインターネット上でこの用語が広まった。『ねとらぼ』はメディアミックス作品『刀剣乱舞』のキャラクターの渾名に関する2015年頃の議論をその一例として挙げた。またニュースサイトのサイゾーウーマンが2020年5月21日から29日までに行った、過激なファンの影響で嫌悪感を催すようになった作品についてのアンケートで、『刀剣乱舞』は11票で2位を獲得した。アンケートを実施したサイゾーウーマン編集部は、同作ではトラブルが発生するたびに学級会がファンの間で発生したことに触れている。東京ディズニーリゾート（以下、TDR）に没頭して7冊本を出版したみっこは、インタビューにてソーシャル・ネットワーキング・サービスの発達以後、TDRのおたくの間で学級会が開かれるようになったと述べている。それに加えて、おたくたちがディズニーの世界観を守ることに必死である可能性に触れた他、第三者からディズニーおたくが怖いといわれることに関して同意を示している。みっこは、ルール違反を取り締まる様子を警察に準えている。
漫画家でコラムニストのカレー沢薫は、おたくの学級会は、おたくでない人間が見ると嘔吐してしまうような醜悪で陰湿な争いで、時に個人の想像や二次創作の中で課した制限を他者に強いることが原因となることがあると述べている。ニッセイ基礎研究所生活研究部研究員の廣瀨涼は、おたくのコミュニティでは自身の価値観を他者に強要するおたくが一定数存在することや、消費者層の多様化により今まで守られてきた価値観が通用しなくなったことに触れている。その中で、おたく歴の長いおたくが自身の正当化のために新規参入層にローカルルールなどを強要するマウンティングの一環として、学級会を行うと述べている。